# Darwinneon crypticus
Darwinneon crypticus är en spindelart som beskrevs av Cutler 1971. Darwinneon crypticus ingår i släktet Darwinneon och familjen hoppspindlar. Inga underarter finns listade i Catalogue of Life.